# I Love a Rainy Night
I Love a Rainy Night ist ein Lied von Eddie Rabbitt aus dem Jahr 1980 das von ihm, Even Stevens und David Malloy geschrieben wurde. Letzterer produzierte auch den Song, der auf dem Album Horizon erschien.

## Geschichte
Laut dem Musikhistoriker Fred Bronson brauchte I Love a Rainy Night zwölf Jahre für seine Vollendung. Rabbitt bewahrte im Keller seines Hauses eine Sammlung alter Bänder auf. Als er 1980 diese durchwühlte, stieß er auf ein Demo mit einer Rohfassung des Liedes aus den späten 1960ern.
„It brought back the memory of sitting in a small apartment, staring out the window at one o'clock in the morning, watching the rain come down.“ (deutsch: „Ich weiß noch, wie ich in meiner damaligen kleinen Wohnung saß und um ein Uhr Nachts draußen den Regen plätschern sah.“) schrieb Bronson nach den Worten Rabbitts in einem Interview des The Billboard Book of Number One Hits. Er sang in sein Tonbandgerät: „I love a rainy night, I love a rainy night.“ (deutsch: „Ich liebe eine verregnete Nacht, ich liebe eine verregnete Nacht.“)
Nachdem Rabbitt den alten Songtext wiedergefunden hatte, vervollständigte er ihn mit Stevens und Malloy. In der Fassung nahm er Song auf und veröffentlichte ihn als Single am 10. November 1980. 
Nach der Überarbeitung geht es im Lied um einen Mann, der in verregneten Nächten sowie im Donner seinen Frieden findet, „I love to hear the thunder/watch the lightnin' when it lights up the sky/you know it makes me feel good“ (deutsch: „Ich liebe es den Donner zu hören, den Blitz am Himmel leuchten zu sehen, das gibt mir ein gutes Gefühl“) und im Regenwetter seine Hoffnung sieht: „Showers wash all my cares away/I wake up to a sunny day“ (deutsch: „Schauer waschen meine Sorgen einfach weg, und ich wache an einem sonnigen Tag auf“).
Eine musikalische Besonderheit ist der abwechselnder Rhythmus aus Fingerschnippen und Klatschen, der laut dem The Billboard Book of Number One Country Hits mit Hilfe des Schlagzeugers Farrell Morris aufgenommen wurde.
In der Episode Pedro Griffin von Family Guy sowie den Serien The Blacklist und Mindhunter konnte man den Song hören. Ebenso wurde er in der Radiostation K-Rose des Videospiels Grand Theft Auto: San Andreas verwendet.

## Coverversionen
- 1981: The Chipmunks
- 1990: Lecia Jønsson (Drømmer lidt om dig)
- 2003: Hit Crew